# Замок Нунни

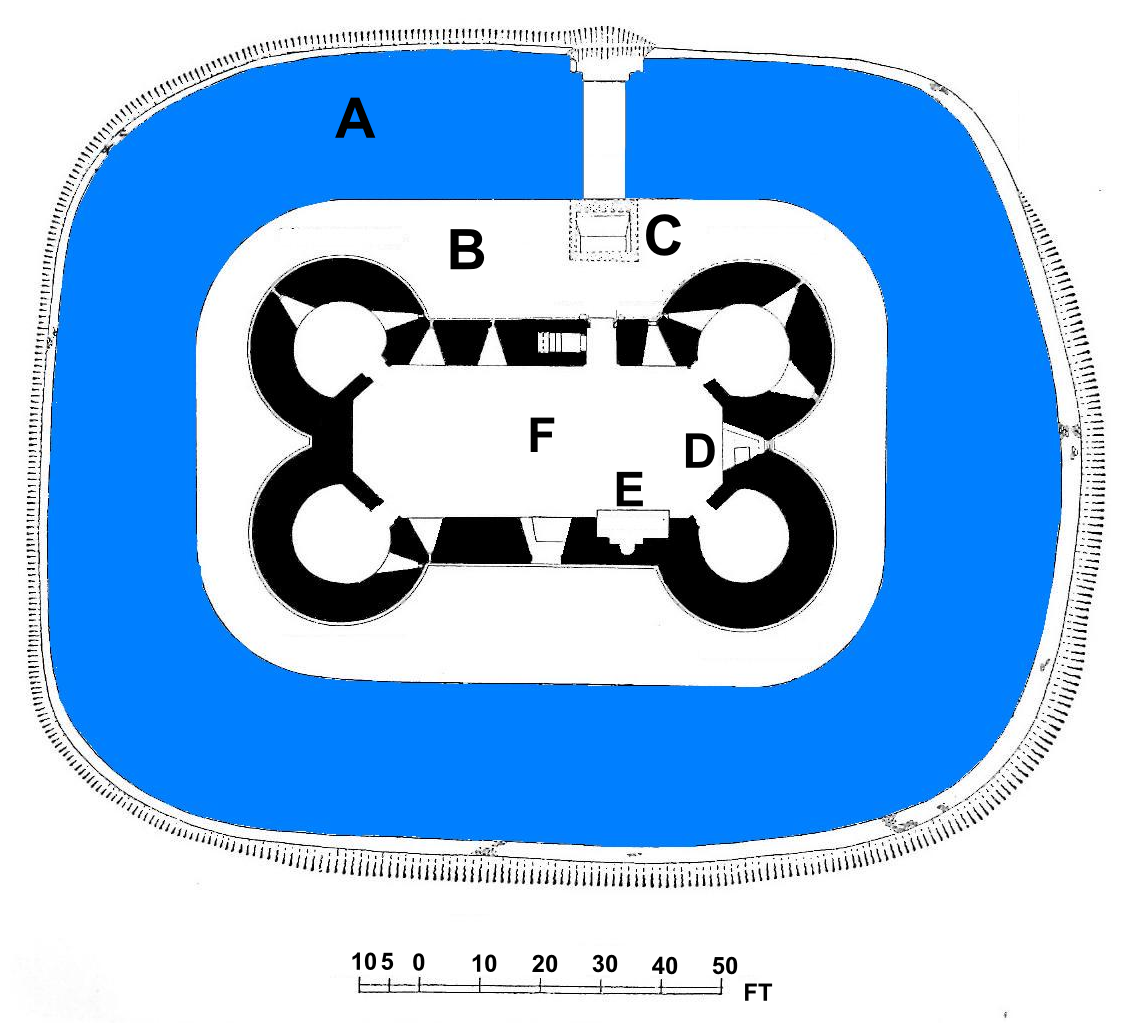
План замка. A — ров, B — насыпь, C — подъёмный мост, D — стена, E — очаг, F — башня

Замок Нунни (англ. Nunney Castle) — замок в деревне Нунни, Сомерсет, Англия. Построен в конце XIV века сэром Джоном Деламаром на средства полученные во время его участия в Столетней войне. Окружён рвом, возможно, на него повлиял стиль французских замков. Был перестроен в конце XVI века и в настоящее время разрушен; сохраняется в качестве туристической достопримечательности. Николаус Певзнер, историк архитектуры, назвал замок «эстетически наиболее впечатляющим замком в Сомерсете».